# Zaltbommel
Zaltbommel es un municipio y una ciudad de la Provincia de Güeldres de los Países Bajos.